# Gareth David-Lloyd
Gareth David-Lloyd (Newport, Gales, Reino Unido, 28 de marzo de 1981) es un actor y cantante británico, principalmente conocido por su papel de Ianto Jones en la serie de ciencia ficción Torchwood.

## Primeros años
El primer papel de David-Lloyd fue de robot en una obra de teatro escolar. De adolescente, se unió al Gwent Young People's Theatre en Abergavenny y al Dolman Youth Theatre en Newport. Mientras estuvo allí, apareció en varias obras, como Macbeth, The Threepenny Opera y Enrique V, en la que interpretó al personaje titular. Gareth estudió Artes Escénicas en el Crosskeys College en el Sur de Gales. Cuando el antiguo líder del Partido Laborista Neil Kinnock vio al joven David-Lloyd actuando en el Monmouth Caste, le envió 250 libras para que las utilizara en su carrera interpretativa.

## Carrera
Mientras estudiaba en Coleg Gwent, en Crosskeys, David-Lloyd apareció en varias producciones teatrales locales en el Dolman Theatre en Newport, y ene Sherman Theatre en Cardiff. Siguió educándose en el National Youth Theatre, antes de trasladarse a Reading, Berkshire, para seguir su carrera de actor con el Rep College. Papeles de David-Lloyd incluyen el de Sebastian en Twelfth Night en el teatro.
En la serie tragicómica de 2004 Mine All Mine, escrita por Russell T Davies, interpretó a un personaje llamado Yanto Jones. En 2005, David-Lloud comenzó a estudiar un grado en filosofía y estudios de psicología en la Open University. Regresó a Gales para rodar su primer papel televisivo regular en 2006, para el spin-off de Doctor Who, Torchwood, donde interpretaría a Ianto Jones, un miembro del ficticio Instituto Torchwood. David-Lloyd apareció en tres de las cuatro temporadas de Torchwood, e incluso hizo una aparición en Doctor Who en un cross-over entre la serie y sus dos spin-offs, Torchwood y The Sarah Jane Adventures, en los episodios La Tierra robada y El fin del viaje.
En 2009, apareció en el cortometraje cómico A Very British Cover-up, y a la vez apareció como policía en un thriller de crímenes en internet, Girl Number Nine, coprotagonizado por Tracy Ann Oberman, que se estrenó en línea el 30 de octubre de 2009. En 2010, David-Lloyd protagonizó un episodio de la longeva serie de ITV1 The Bill, emitido el 21 de enero de 2010, y también apareció como Watson en la película de 2010 Sherlock Holmes de The Asylum. En junio de 2011, Gareth protagonizó la película Red Faction: Origins, basada en los videojuegos. También apareció en un episodio de la tercera temporada de la serie Warehouse 13. Entre octubre de 2012 y enero de 2013 apareció en la serie Holby City.

## Filmografía
| Año(s)    | Título                                 | Papel               | Más información |
| --------- | -------------------------------------- | ------------------- | --- |
| 2003      | Absolute Power                         | Terry Pine          | TV Programme – Pope Idol                                                                                                   |
| 2003      | Casualty                               | Darrell Kemner      | TV Programme – I Got It Bad And That Ain't Good                                                                            |
| 2004      | The Bill                               | Carl Pritchard      | TV Episode – "367" (21.94)                                                                                                 |
| 2004      | Rosemary and Thyme                     | Zack Pitt-Seymour   | TV Episode – "The Gongoozlers" (2.5)                                                                                       |
| 2004      | Mine all Mine                          | Yanto Jones         | Series 1, Episode 5 |
| 2005      | The Genius of Beethoven                | Karl van Beethoven  | TV Programme – Faith and Fury                                                                                              |
| 2006–2009 | Torchwood                              | Ianto Jones         | TV Programme – Torchwood at IMDb                                                                                           |
| 2006–2009 | Torchwood Declassified                 | Él mismo            | TV Programme – Torchwood Declassified at IMDb                                                                              |
| 2008      | Doctor Who                             | Ianto Jones         | Episodios La Tierra robada y El fin del viaje                                                                              |
| 2008      | "Kaleidoscope Hardcore"                | Él mismo            | Short |
| 2009      | "A Very British Cover-up               | Brian Jones         | Short Film |
| 2009      | Caerdydd                               | Dylan               | TV Programme – #4.4 and #4.5                                                                                               |
| 2009      | Torchwood: Children of Earth           | Ianto Jones         | Cuatro episodios |
| 2009      | "Torchwood: Torchwood: Inside the Hub" | Él mismo            | |
| 2009      | "Girl Number 9"                        | Matheson            | Serie Web |
| 2010      | The Bill                               | Jeremy Preston      | Episodio – "Duty Calls" (26.3)                                                                                             |
| 2010      | Sherlock Holmes                        | Dr. John Watson     | Direct-to-DVD film |
| 2011      | Red Faction: Origins                   | Commander Adam Hale | Science fiction television movie                                                                                           |
| 2011      | Warehouse 13                           | Mr. Wolcott         | Episodio – "3...2...1" (3.5)                                                                                               |
| 2011      | "Bloody Norah"                         | PC Evans            | |
| 2011      | "Casimir Effect"                       | Dr. Robert Cameron  | Also Producer |
| 2012      | "Twisted Showcase"                     | Peter/Paul          | Serie Web – Episode 1.1 |
| 2012-2013 | "Holby City"                           | Rhys Hopkins        | Episodios – "Follow My Leader" (15.3), "Through the Darkness" (15.10), "And We Banish Shade" (15.11), "Blood Ties" (15.12) |
| 2016      | "Dark Signal"                          | Ben                 | Película británica |

## Blue Gillespie
David-Lloyd también es el líder de la banda de progressive metal Blue Gillespie (antes conocida como A Breath of Blue Fire). La banda participó en Sex, Wales, and Anarchy el 20 de abril de 2008 y en Orgee el 3 de mayo de 2008 en el Instituto de Cardiff de la Universidad de Gales. Su primer EP, Cave Country, se publicó en diciembre de 2008, y le siguió Cave Country Part 2 en agosto de 2009. Su álbum de debut, Synesthesia, se publicó en mayo de 2010. El segundo álbum, Seven Rages of Man, se publicó en mayo de 2012.